# Дао У-ді (Північна Вей)
Дао У-ді (кит. трад.: 魏道武帝; піньїнь: Dàowǔdì, 4 серпня 371 — 6 листопада 409) — імператор Північної Вей у 386—409 роках. Храмове ім'я Тайцзу.

## Життєпис

### Князь Дай
Походив з племінної знаті тоба (одного з предків монголів). Син Тоба Ши та онук Тоба Шеіцзяня, останнього князя Дай. Його мати була донькою племінного вождя Неліань Еганя. При народженні отримав ім'я Шегуй, згодом став Тоба Гуй.
Після знищення держави Дай династією Ранньою Цінь у 376 році Тоба Гуй вважав себе безпосереднім спадкоємцем Дайського князівства. Водночас визнав себе підданим Ранньої Цінь. Про його діяльність до середини 380-х років відсутні відомості.
У 385 році після поразки Ранньої Цінь від військ Східної Цзінь, плем'я тоба стало більш самостійним. Тоба Гуй у 386 році за підтримки вуйко Хелань На відновив незалежне князівство Дай. Того ж року переніс свою столицю до Шенле (в сучасному Хух-Хото, Внутрішня Монголія, КНР). Втім восени 386 року Тоба Гуя було повалено стрийком Тоба Кудуо. Гуй втік до держави Пізня Янь. Військовик останнього Мужунь Лінь допоміг повалити Кудуо й відновити на троні Тоба Гуя, який визнав зверхність Пізньої Янь.

### Князь Вей
У 387 році перейменував себе в князя Вей. З цього момент став планувати позбавитися залежності від Пізньої Янь. У 391 році разом з військами Пізньої Янь переміг плем'я хелань. Восени того ж року брата Тоба Гуя — Тоба Гу затримано при пізньояньському дворі, де стали вимагати коней як викуп. У відповідь Тоба Гуй уклав таємний союз з державою Західна Янь.
У 391 році розпочав війну проти жужанського вождів Мангеті і Піхоуба, змусивши їх підкоритися. Того ж року відбив напад великого війська держави Ся, після чого вдерся на ворожу територію (Ордос), сплюндрував її й повернувся зі значною здобиччю. У 393 році Тоба Гуй ще раз завдав поразки Ся. У 394 році відмовився надати допомогу Західній Янь, незважаючи на союз з нею, чим сприяв підкоренню цієї держави Пізньою Янь.

### Здобуття незалежності
У 395 році підняв повстання проти Пізньої Янь, яка спрямувала війська на столицю Північної Вей — Шенле. Тоба Гуй використовуючи маневрування та партизанські дії, не дав знищити своє військо. Водночас поширив чутки щодо смерті пізньояньського володаря Мужунь Чуя, що викликало розгардіяш серед військових очільників ворожої армії. Під час переслідування військ пізньої Янь Тоба Гуй біля річки Хуанхе завдав ворогові нищівної поразки. Втім війна тривала до 398 року, коли Тоба Гуй зумів захопити значну частину держави Пізня Янь на північ від річки Хуанхе, також важливо місто Їчен. У 398 році переніс столицю до міста Пінчен.

### Імператор
У 399 році прийняв титул імператора, відомий як Дао У-ді. Того ж року відправив війська на чолі із родичем Тоба Ї, який сплюндрував території сучасної Монголії та південно-східного Сибіру. Було переможено державу Гаоцзюй на кордонах пустелі Гобі.
У 399 році утворив в Пінчені вищий навчальний заклад. Наказав створити імператорську бібліотеку, для чого звозити до Пінчену книги з усіх підвладних земель. Водночас значно розширив адміністративний апарат.
З 400 року війська Дао У-ді захопили північний схід Китаю, потім завдали поразки державі Лю Сун. При цьому з цього часу імператор ставав більш забобонним, оточуючи себе астрологами, чаклунами. Протягом 401—402 років тривала війна з рештками держави Пізня Янь, але не зміг остаточно знищити його.
У 402 році проти Дао У-ді виступив Вень Хуань-ді, володар Пізньої Цінь, але війська Північної Вей вправними діями оточила ворога в Чайбі (на територію сучасної провінції Шаньсі), після цього змусила здатися.
У 406 році вирішив перетворити свою столицю Пінчен на величезне місто, зокрема значно розширити імператорський комплекс. Для цього запросив талановитого інженера Мо Ті. Але внаслідок підозрілості наказав Мо Ті вчинити самогубство. Намагання наслідувати плану перебудови за авторства Мо Ті не дало доброго результату.
У 409 році, коли він збирався вбити свою наложницю Хелань, його син від Хелань — Тоба Шао, князь Цінхе, вбив його, проте незабаром був переможений спадкоємцем престолу Тоба Си, який потім зійшов на престол як імператор Мін-юань-ді.